# Kazuhito Sakae
Kazuhito Sakae (jap. 栄和人 Sakae Kazuhito; ur. 19 czerwca 1960 w Amami) – japoński zapaśnik w stylu wolnym, trener. Olimpijczyk z Seulu 1988. Odpadł w eliminacjach w kategorii 62 kg.
Pięciokrotny uczestnik mistrzostw świata, zajął trzecie miejsce w 1987. Srebrny medal na igrzyskach azjatyckich w 1986. Złoty medalista mistrzostw Azji w 1983 i 1989 roku. Na mistrzostwach Azji w 1983 startował również w stylu klasycznym i zdobył srebrny medal.
Sześciokrotny mistrz Japonii z lat 1983 i 1985–1989.
Jego żona Ryōko Sakae zdobyła cztery medale na mistrzostwach świata w zapasach, a córka Kiwa Sakae również startowała w zawodach zapaśniczych.